# Hrabstwo Russell (Kentucky)

Piramida wieku hrabstwa

Hrabstwo Russell – hrabstwo w USA, w stanie Kentucky. Według danych z 2010 roku, hrabstwo zamieszkiwało 17565 osób. Siedzibą hrabstwa jest Jamestown.

## Miasta
- Jamestown
- Russell Springs